# Sněhoběžka
Sněhoběžka, sněhová koloběžka, ledoběžka, anglicky kicksled, snow kick či snowkick a finsky ketkupolkka, je jednoduchý bezmotorový dopravní prostředek či sportovní pomůcka určená pro pohyb osob na sněhu a ledu. Může mít různorodou konstrukci, přičemž mívá dvě skluzné plochy (lyže), řídítka nebo držadlo. Pohon (pohyb) sněhoběžky se provádí opakovaným odrážením chodidla jedné nohy od povrchu tratě, přičemž druhá noha stojí na sněhoběžce. Svou konstrukcí může připomínat koloběžku nebo sáně a může být vybavena i brzdami.

## Historie a popis
Sněhoběžky vznikly ve Finsku a Švédsku v první polovině 19. století a byly jednoduché dřevěné konstrukce. Na počátku 20. století je dokonce využívali vojáci finské armády. Klasická dřevěná konstrukce byla později nahrazena ocelí, duralem aj. materiály. U některých konstrukcí bývají výměnné lyže např. pro led nebo sníh. Pro kluzký terén bývá doporučeno mít obuty boty s hřeby (např. tretry či nesmeky). Využití je také při mushingu. Sněhoběžky jsou nejpopulárnější ve Skandinávii.

### Konstrukce
- koloběžková konstrukce - méně obvyklá a méně stabilní konstrukce vhodná jen pro jízdu ze svahu a spíše pro děti.
- klasická konstrukce - obvýklá, historicky starší, paralelní lyže a stabilní konstrukce vhodná pro děti i dospělé.

## Galerie

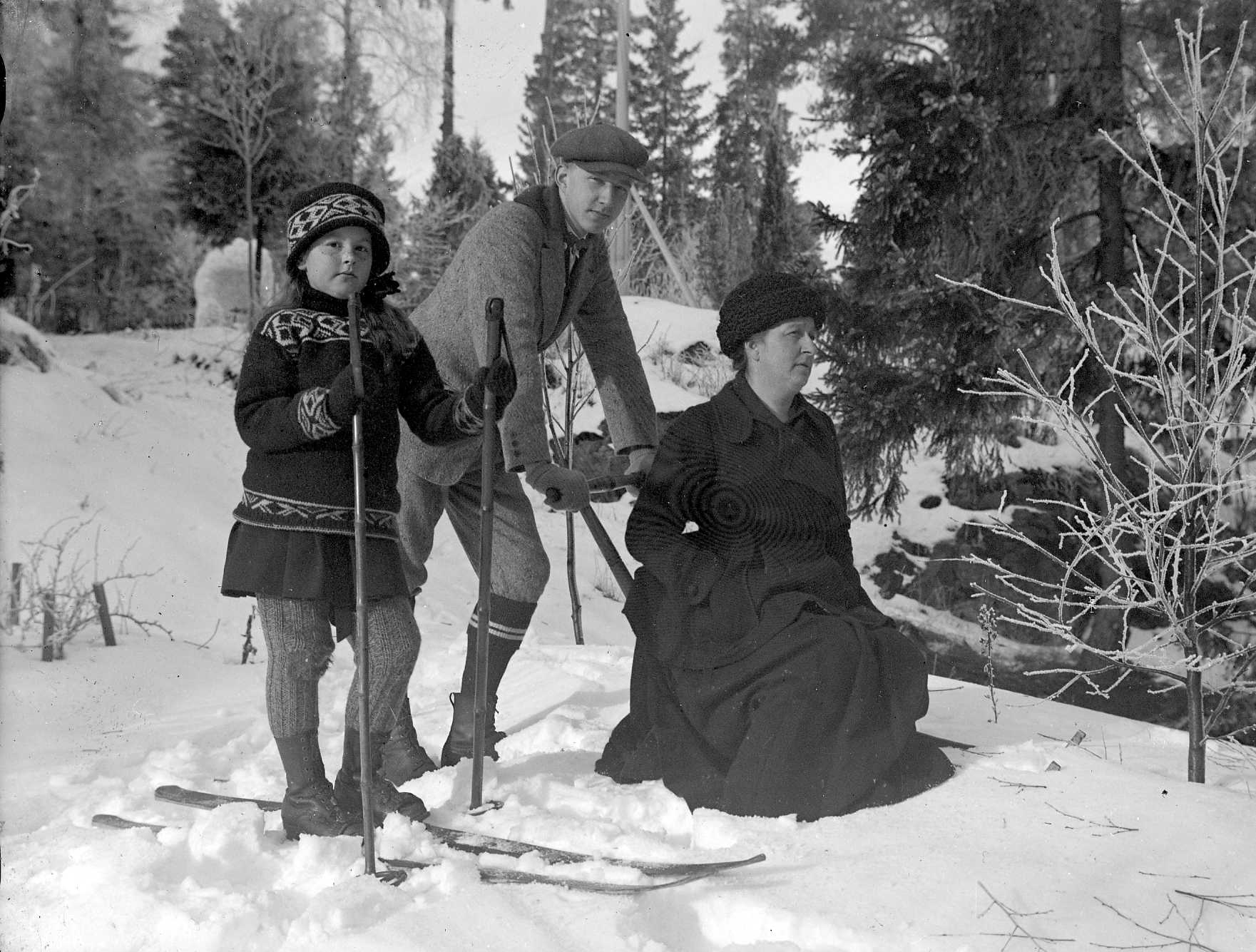
Klasická konstrukce
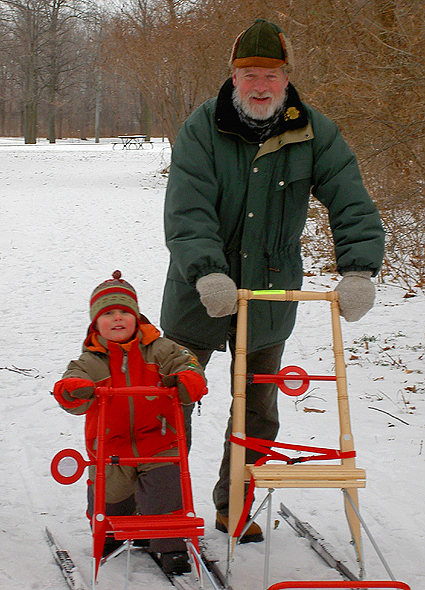
Klasická konstrukce
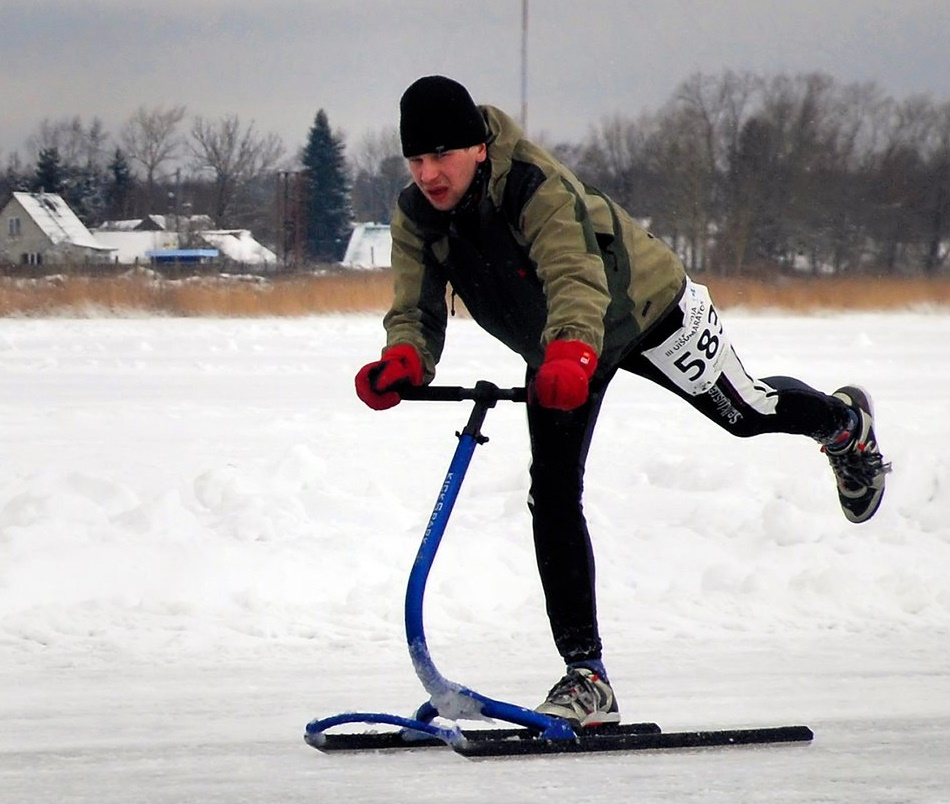
Klasická konstrukce
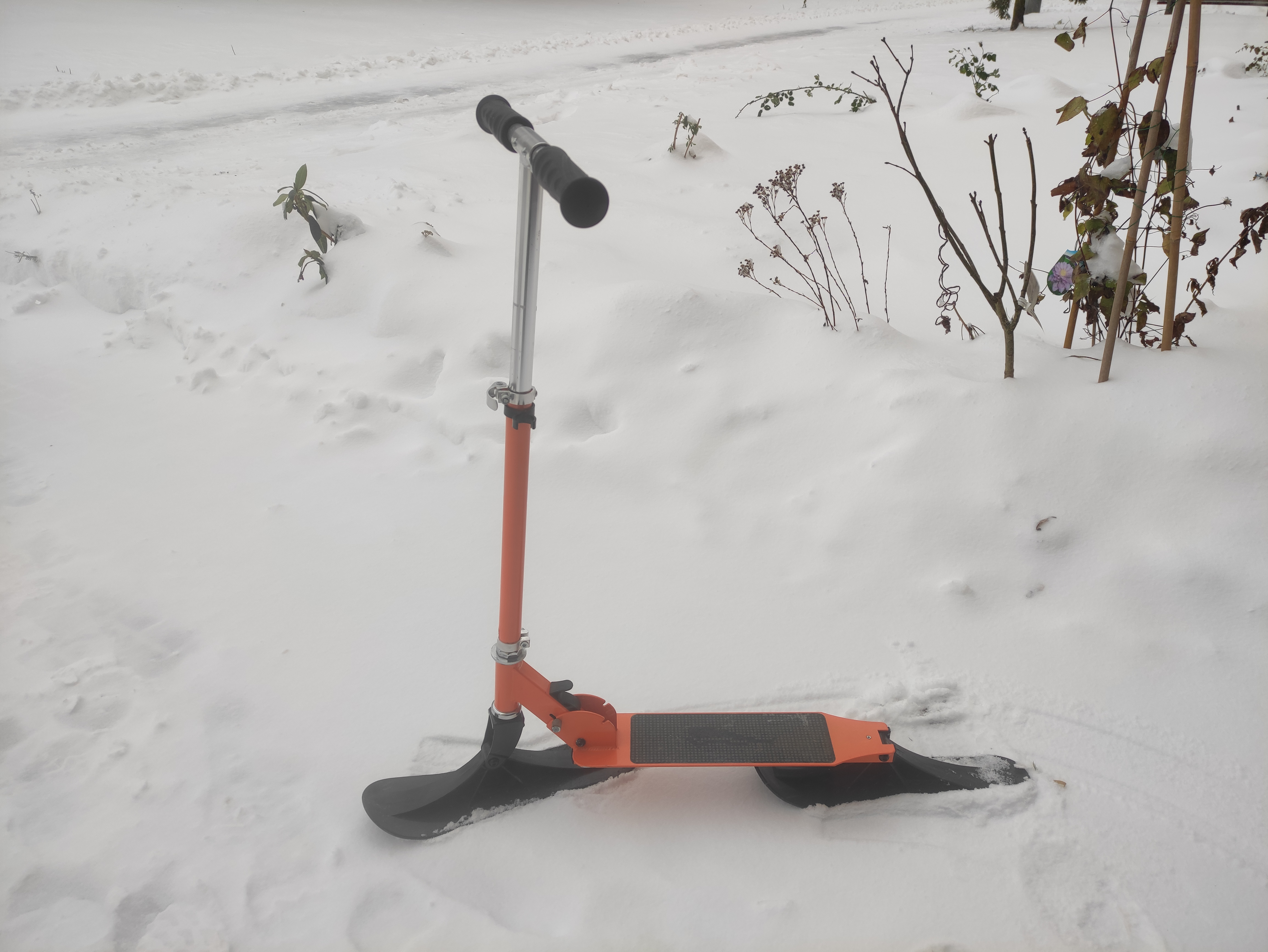
Koloběžková konstrukce
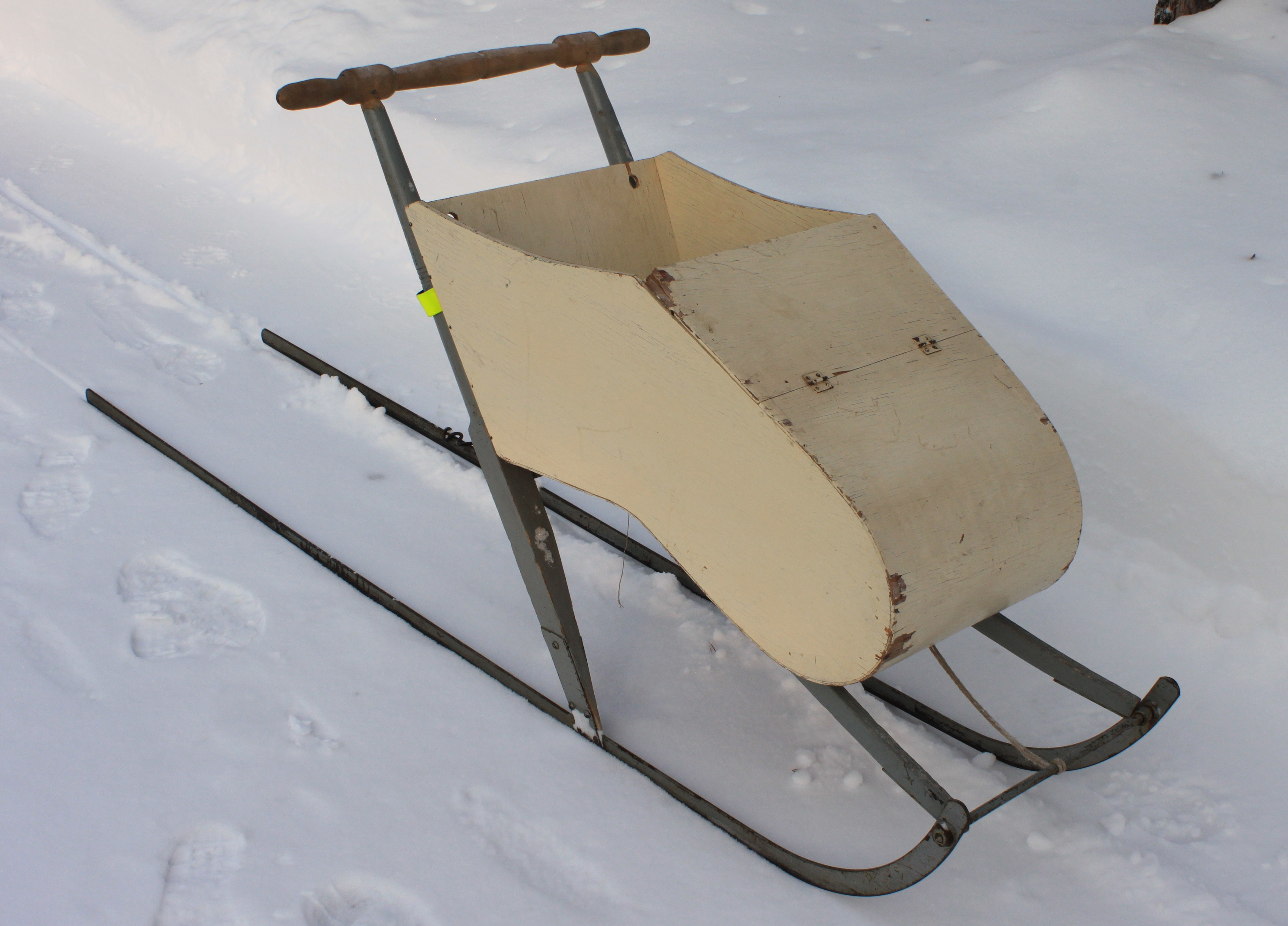
Klasická konstrukce